# Thapariella anastomusa
Thapariella anastomusa är en plattmaskart. Thapariella anastomusa ingår i släktet Thapariella och familjen Thapariellidae. Inga underarter finns listade i Catalogue of Life.